# Gens Delia
La gens Delia o Dellia era una familia plebeya de équites en la antigua Roma. Se conoce principalmente por un solo individuo, Quinto Delio, un équite, que sirvió sucesivamente con Publio Cornelio Dolabela, Cayo Casio Longino y Marco Antonio. Poco antes de la batalla de Accio, tras haber sido enviado a recoger auxiliares, desertó con Augusto, quizás motivado por su miedo a Cleopatra, a quien había ofendido. Escribió una historia de la guerra contra los partos, con los que había luchado bajo Antonio. Aunque la historia está completamente perdida, se cree que es la fuente del relato de Plutarco sobre esa guerra. Delio es probablemente la misma persona a la que Horacio dedicó la tercera oda de su segundo libro.